# ذهن سفید (فیلم ۲۰۱۴)
سینمایی ذهن سفید (به انگلیسی:Head Full of Honey)، فیلم سینمایی سال ۲۰۱۴ در ژانر درام است که کارگردان و نویسندهٔ آن تیل شوایگر می‌باشد. این فیلم یکی از هشت فیلم کوتاه است که آلمان منتشر کرده بود برای دریافت جایزهٔ اسکار آن سال. فیلم سینمایی «ذهن سفید» از شبکه دو سیما هم پخش شد.

## داستان
آماندوس(دیتر هالروردن)، دامپزشک بازنشسته‌ای است که از بیماری الزایمر رنج می‌برد. او همسر خود را در زمان فیلم از دست داده‌است. فیلم کمی بر روی گذشتهٔ فرد تمرکز دارد. پسر او به نام نیک (تیل شوایگر) و نوه اش به نام تیلدا (اما تایگر شوایگر) و همسر نیک، سارا (جانت هاین) به همراهی دیگر بازیگران فیلم را تشکیل می‌دهند. او دیگر توانایی زندگی بدون همسر خود را در منزل شخصی اش ندارد و پسر او نیک می‌خواهد او را به منزل خود بیاورد.
سارا و نیک ازدواج نسبتاً نا پایداری دارند به نوعی که رابطهٔ آن‌ها رو به خطر است. حضور یک فرد آلزایمری در خانه و اشتباهات او یک خطر برای رابطهٔ این زوج است. به عنوان مثال آماندوس در صحنه‌ای سعی در پختن کیک داشت که منجر به آتش گرفتن خانه شد و بعضی از وسایل هم به اشتباه در فر قرار داد. در ان لحظه سارا رسید و خطر را رفع کرد.
یک جشن تابستانی در باغ این خانواده برپا شد که شرکت کنندگان آن، همکاران سارا هستند. یک سیستم صوتی بسیار قوی در حال نصب است که توسط یک تکنسین فنی اداره می‌شود. آماندوس به اشتباه کلیدی منبی بر شروع آتش پازی را فشار می‌دهد و چون هنوز آماده نبوده، همه چیز آتش می‌گیرد.

سارا که دیگر تحمل این شرایط را نداشته به خانهٔ مادر عجیب و غریب خود می‌رود. تیلدا و نیک او را به یک روان پزشک می‌برند اما آماندوس دکتر را دست می‌اندازد و به سوالات او جواب‌هایی به این شکل می‌دهد
دکتر:دوست من، آماندوس می‌توانی به من بگویی ۳ ضرب در ۹ چقدر می‌شود؟ آماندوس:یعنی خودت نمی‌دانی؟ و بعد قرار است دکتر معالج من باشی؟ دکتر:نه می‌دانم می‌خواهم بدانم که تو نیز میدانی؟ آماندوس:هی نیک، قرار بود من رو پیش یک دکتر درست و حسابی ببری! دکتر:صبر کن آماندوس؛ می‌توانی بگویی نوه ات تیلدا چند ساله است؟ آماندوس:خب اون خیلی کم سن و سال است. دکتر:این را می‌دانیم که او کم سن و سال است؛ می‌توانی یک سن برای تیلدا بگویی؟
آماندوس نتوانست به این سؤال پاسخ دهد و صحنه تمام شد. تیلدا که معتقد است او با این شیوه درمان نمی‌شود، در یک قایق که برای تفریح در آن سوار شده بودند از پدر بزرگ خود پرسید:
پدربزرگ دوست داشتی الآن کجا باشی؟ آماندوس:پیش همسرم، صبر کن ببینم اون مرده؟ تلیدا:بله پدربزرگ. مادر بزرگ خیلی وقت است از دنیا رفته. حالا می‌خواهید کجا باشید؟ آماندوس:در آن شهر پر از آب که مردم به قایق رفت‌وآمد می‌کردند. خدای من اسمش چه بود؟ تیلدا:منظورتان ونیس است؟ آماندوس:بله! بله! ونیس ما با هم خاطرات زیادی از آن شهر داریم!
صبح یک روز زود، آن‌ها سوار یک ماشین بومی مرسدس بنز شدند و راهی ونیس. آماندوس که پشت فرمان بود، ابتدا یک ضربهٔ محکم به ماشین جلویی و عقبی زد و از پارک درآمد و در خیابان‌ها شروع به حرکت کرد خیلی زود آماندوس توانست ماشین را کنترل کند و به سمت ایستگاه قطار حرکت کند. در میانه‌های سفر با قطار آماندوس بیماری اش وخیم تر می‌شود و به اشتباه از قطار پیاده می‌شود. تیلدا هم بدون برداشتن همهٔ وسایل از قطار پیاده شده و به دنبال آماندوس می‌دود. از قبل نیک و سارا که متوجه نبودن این دو می‌شوند به ایستگاه پلیس رفته و ماجرا را شرح می‌دهند بنابراین پلیس وقتی تیلدا و پدربزرگش را می‌بیند به دنبال آن‌ها می‌افتد. تیلدا همراه با پرد بزرگش در یک توالت قایم می‌شوند. مسئول سرویس بهداشتی، آن‌ها را فراری داده و با دوست خود آشنا می‌کند. او قرار است یک گله راُس را به ونیز ببرد. اما در مرز پلیس دستور بازرسی کامیون را می‌دهد. تیلدا و پرد بزرگش سریعاً خود را در مزرعهٔ کنار جاده مخفی می‌کنند و به را خود ادامه می‌دهند. در یک هتل اتاق می‌گیرند و در آنجا می‌مانند. شب دوباره بیماری پیرمرد شدید تر می‌شود. او از هتل بیرون می‌آید و در کوچه‌ها رها می‌شود. تیلدا به سرعت متوجه نبودن آماندوس می‌شود و شروع به گشتن در ونیس می‌کنند. در آن ایام تیلدا ویدیوهایی از خود و پدربزرگ می‌گیرد و می‌فرستد. تیلدا در این ویدیو می‌گوید:
ما به شهر خاطره‌ها می‌رویم. جای ما خوب خوب است!
نیک که متوجه ونیس می‌شود به آن جا می‌رود. وقتی تیلدا پدر بزرگش را می‌بیند در آب می‌پرد و شروع به شنا کردن می‌کند. در ان لحظه که با پدر بزرگ خود برخورد می‌کند. پدربزرگ تیلدا را به خاطر نمی‌آورد. بعد روانهٔ هتل می‌شوند که به والدین خود برخورد می‌کند. ان‌ها با هم ناهار می‌خورند و به شهر بازمی‌گردند تیلدا و والدین خود با کمک دکتر به او کمک می‌کنند که در همین وضع و بهتر بماند